# Dziechciary (sielsowiet Obrub)
Dziechciary (biał. Дзегцяры; ros. Дегтяри) – chutor na Białorusi, w obwodzie witebskim, w rejonie głębockim, w sielsowiecie Obrub.
Dawniej używane nazwy – Dziechciary Łastowskie, Dziechciary Szypowskie.

## Historia
W czasach zaborów wieś w powiecie dzisieńskim, w guberni wileńskiej Imperium Rosyjskiego.
W latach 1921–1945 wieś leżała w Polsce, w województwie wileńskim, w powiecie dziśnieńskim, w gminie Głębokie.
Według Powszechnego Spisu Ludności z 1921 roku zamieszkiwały tu 194 osoby, 9 było wyznania rzymskokatolickiego, 185 prawosławnego. Jednocześnie 191 mieszkańców  zadeklarowało białoruską przynależność narodową, 3 rosyjską. Było tu 35 budynków mieszkalnych. W 1931 w 43 domach zamieszkiwało 199 osób.
Wierni należeli do prawosławnej w Kowalach. Miejscowość podlegała pod Sąd Grodzki w Głębokiem i Okręgowy w Wilnie; właściwy urząd pocztowy mieścił się w Głębokiem.
W wyniku napaści ZSRR na Polskę we wrześniu 1939 miejscowość znalazła się pod okupacją sowiecką. 2 listopada została włączona do Białoruskiej SRR. Od czerwca 1941 roku pod okupacją niemiecką. W 1944 miejscowość została ponownie zajęta przez wojska sowieckie i włączona do Białoruskiej SRR.
Od 1991 w składzie niepodległej Białorusi.